# Jack Doyle
Pour les articles homonymes, voir Doyle.
(en) Statistiques sur pro-football-reference
John Glenn Doyle, né le 5 mai 1990 à Indianapolis, est un joueur américain de football américain. Il joue Tight end en National Football League (NFL).